# Koffer

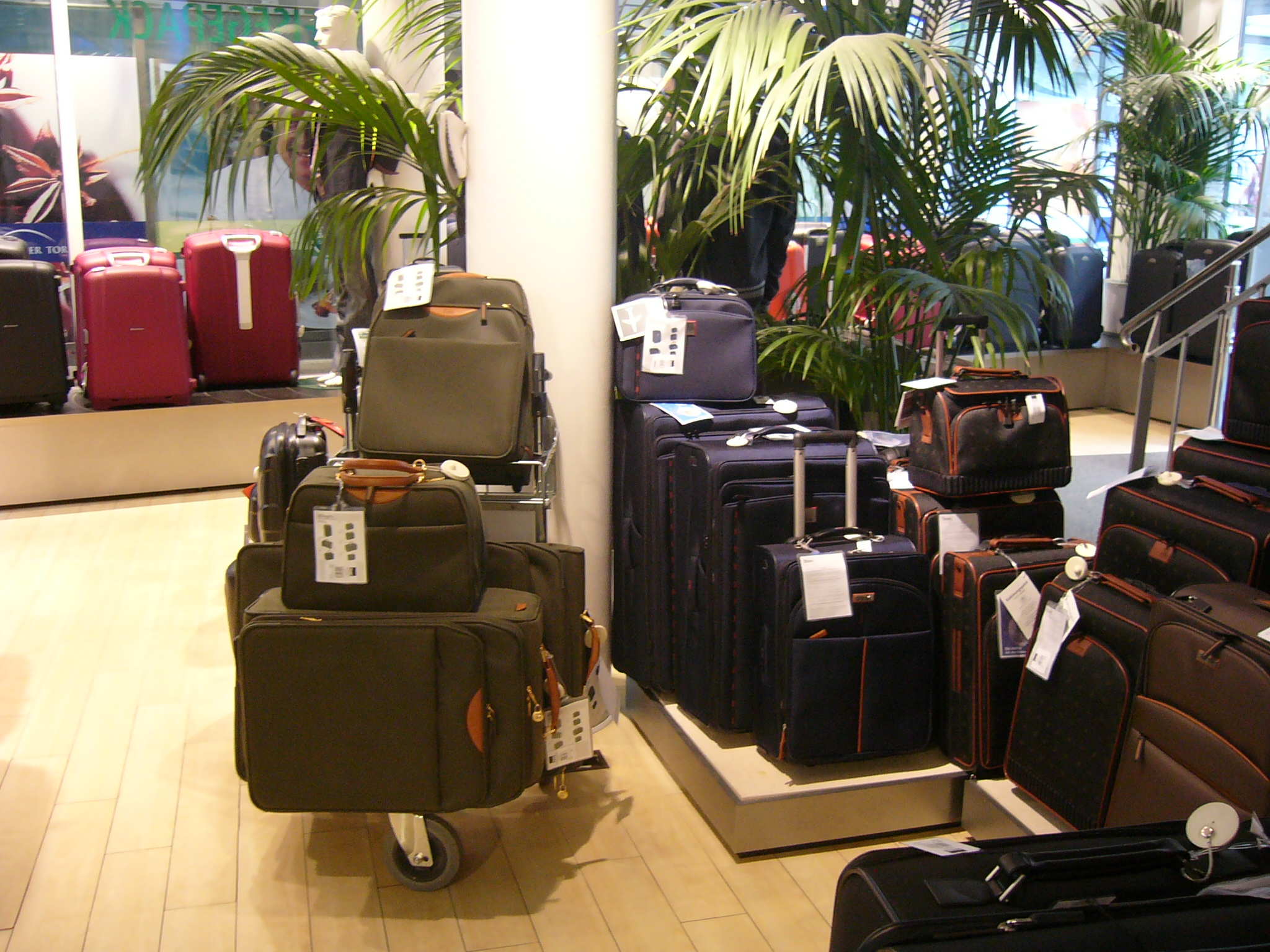
Verzameling koffers in verschillende soorten en maten

Een koffer is een mobiel opbergsysteem, dat meestal bestaat uit twee kunststof schalen, die met scharnieren aan elkaar verbonden zijn en met uiteenlopende mechanieken (vaak met een cijferslot) gesloten kunnen worden. Sommige koffers zijn gemaakt van flexibel materiaal (leer, plastic of canvas) en worden met een ritssluiting gesloten. Een koffer heeft een of meerdere handvatten, waarmee deze gedragen kan worden.

## Gebruik en uiterlijk
In een koffer kunnen verschillende zaken worden opgeborgen. Naast algemene (reis)koffers met opbergruimte voor kleding en persoonlijke eigendommen, zijn er ook koffers die gemaakt zijn voor specifieke voorwerpen. Zo worden muziekinstrumenten als violen, cello's en tuba's, meestal in een koffer opgeborgen. Deze koffers hebben vaak een vorm die het soort instrument verraadt, al kunnen vioolkoffers ook rechthoekig zijn. Voor gitaren zijn er zowel gitaarkoffers als gitaarhoezen. Aan de binnenzijde hebben instrumentkoffers houders of vakjes voor toebehoren zoals strijkstokken, plectrums of dempers.
Moderne (reis)koffers zijn er in veel uiteenlopende maten en vormen. Meestal is een koffers rechthoekig van vorm, en behoudt zijn vorm omdat deze van stevig materiaal is vervaardigd. Ze zijn vaak voorzien van allerlei gemakken, zoals wieltjes, uitschuifbare handgrepen, vakken, netten, riemen en gespen (om de inhoud op zijn plaats te houden), in sommige gevallen met een oplaadaccu (voor mobiele telefoons en dergelijke). Voor smokkeldoeleinden worden koffers soms voorzien van een dubbele bodem, in de hoop dat deze niet opvalt bij controle aan de grens. Soms wordt er om de koffer een riem gebonden of wordt deze in plastic folie gewikkeld als extra bescherming tegen diefstal of openvallen.

## Soorten koffers
- Reiskoffer, algemene term.

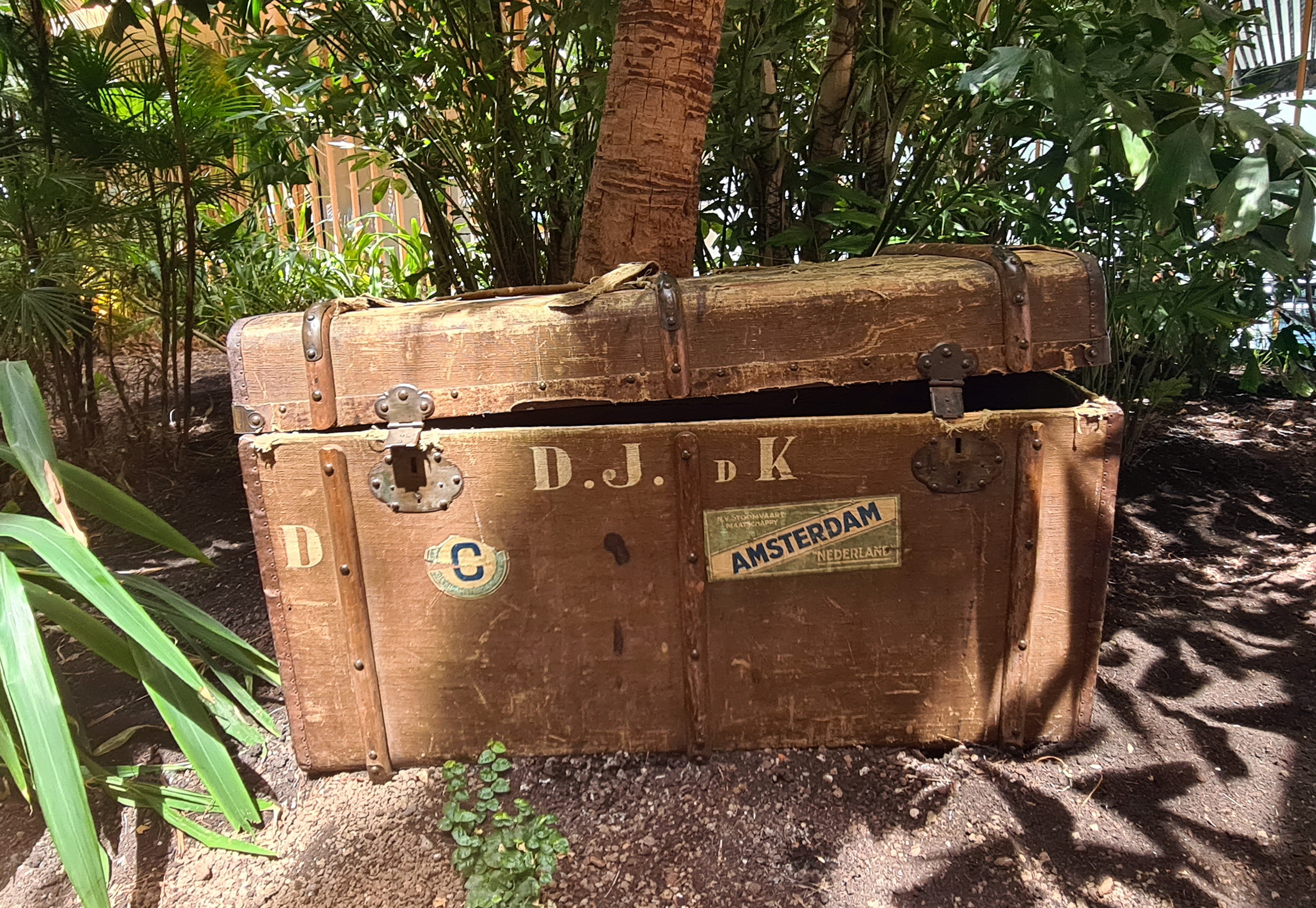
Hutkoffer met sticker van de Stoomvaart-Maatschappij "Nederland"

- Rolkoffer, een (reis)koffer met wieltjes. Een kleiner exemplaar dat als handbagage kan worden meegenomen wordt vaak trolley(koffer) genoemd.
- Hutkoffer, groter dan een reiskoffer, vaak van hout met ijzeren banden ter versteviging en aan de kopse kanten handvaten. Kan door twee personen worden gedragen. Bevat de persoonlijke eigendommen van een zeeman, landverhuizer of andere reiziger. Acteurs en andere artiesten gingen met een hutkoffer op tournee. Ook boerenknechten en -meiden brachten een dergelijke koffer mee. Het woord 'hutkoffer' wordt ook in overdrachtelijke zin gebruikt om een groot stuk bagage aan te duiden.
- Een porte-manteau (Frans: porter = dragen; manteau = mantel, jas) was oorspronkelijk een grote koffer, vaak van leer, die in opengeklapte toestandt gebruikt kon worden om kleding op te hangen. In het Engels wordt het woord nog gebruikt voor een bepaald soort reistas. In het Nederlands verwijst het woord meestal naar het neologisme porte-manteauwoord (of kofferwoord).
- Huwelijkskoffer, lijkt op een hutkoffer, werd in vroeger tijden aan de bruid meegegeven en bevatte haar uitzet.[1]
- Kofferset, opbergkoffers voor een motorfiets, bestaande uit twee zijkoffers en (soms) een topkoffer, meestal afneembaar.
- Aktenkoffer (of attachékoffer/-koffertje), voornamelijk bedoeld voor documenten. Een bekend voorbeeld is het koffertje met opschrift "Derde dinsdag in september", dat de Nederlandse minister van Financiën op Prinsjesdag draagt. In het Engels bestaat de term nuclear briefcase (Duits: Atomkoffer) voor een speciaal vormgegeven koffertje, waarin de toestemmingsdocumenten voor het gebruik van kernwapens zitten en dat altijd in de omgeving van de leider van een kernmacht wordt bewaard.[2]
- Geldkoffer, koffer om grote hoeveelheden (papier)geld te verplaatsen, meestal extra beveiligd. Zie ook plofkoffer.
- Gereedschapskoffer, meestal extra stevig uitgevoerd, soms van metaal, heeft vaak voorgevormde vakken voor allerhande gereedschap.
- Gitaar- of instrumentenkoffer, speciaal vormgegeven koffer om een gitaar of ander muziekinstrument in te vervoeren.
- EHBO-koffer, bevat benodigdheden voor eerste hulp bij ongevallen. Zie ook reisapotheek.
- Make-up koffertje, meestal aangeduid als beautycase.

## Trivia
- De kofferbak is de ruimte in een auto die oorspronkelijk voor de bagage bedoeld was.
- Het woord 'koffermodel' wordt vaak gebruikt als bijvoeglijk naamwoord en betekent dan 'draagbaar', bijvoorbeeld een koffermodel campingtafel.
- Een bed wordt soms ook een koffer genoemd, met name in de uitdrukking de koffer induiken met iemand: de liefde bedrijven.
- 'Koffermoord' is de aanduiding van enkele bekende moordzaken, waarbij koffers gebruikt werden om zich van (delen van) het lijk te ontdoen. Zie bijvoorbeeld Amsterdamse koffermoord (1939) en Brighton-koffermoorden. Ook in de roman The Innocent (1989) van Ian McEwan komt een koffermoord voor.
- In de zomer van 2022 stonden wekenlang tienduizenden verweesde koffers op Schiphol en andere luchthavens in Europa. De problemen werden veroorzaakt door personeelstekorten bij de bagageafhandeling.[3]